# Фехте
Фе́хте, Вехт (нім. Vechte, нід. Vecht/Overijsselse Vecht) — річка у Німеччині та Нідерландах довжиною у 182 км. У Німеччині протікає землями Нижня Саксонія та Північний Рейн-Вестфалія, у Нідерландах — провінцією Оверейсел.

## Назва
- Фехте (нім. Vechte) — одна з двох найпоширеніших та офіційних назв, взята з німецької.
- Вехт (нід. Vecht/Overijsselse Vecht) — одна з двох найпоширеніших та офіційних назв, взята з нідерландської.

## Опис
Фехте бере початок поблизу Дарфельда (громади Розендаль) у федеральній землі Північний Рейн-Вестфалія. Приблизно через 4 км у річку впадає Рокельше Мюленбах.
Фехте тече на захід повз Шеппінген і втікає у Метелен. Біля Охтрупа повертає на схід, де в неї впадає Ґавксбах (нім. Gauxbach). Поблизу Веттрінгена річка повертає на захід, після чого через 3,35 км у неї впадає Штайнфуртер Аа (нім. Steinfurter Aa), а ще через 1,5 км Фехте досягає Нижньої Саксонії.
Тече через Шютторф, Нордгорн (де з неї витікають канал Емс-Фехте, канал Нордгорн-Альмело та Південно-Північний канал), Ноєнгаус, де в неї впадає річка Дінкель. Поблизу Гогсдете, Фехте з'єднується з Лее. Проминувши Рінге, Емліхгайм і Лаар, Фехте втікає в Нідерланди.
Протікає повз Куворден, де з неї витікають кілька каналів і повертає на південний захід. тече через Гарденберґ, поблизу Оммена в неї впадає Нижній Реґґе. Тече мимо Дальфсена, повз Зволле, де впадає в Зварте-Ватер.

## Світлини

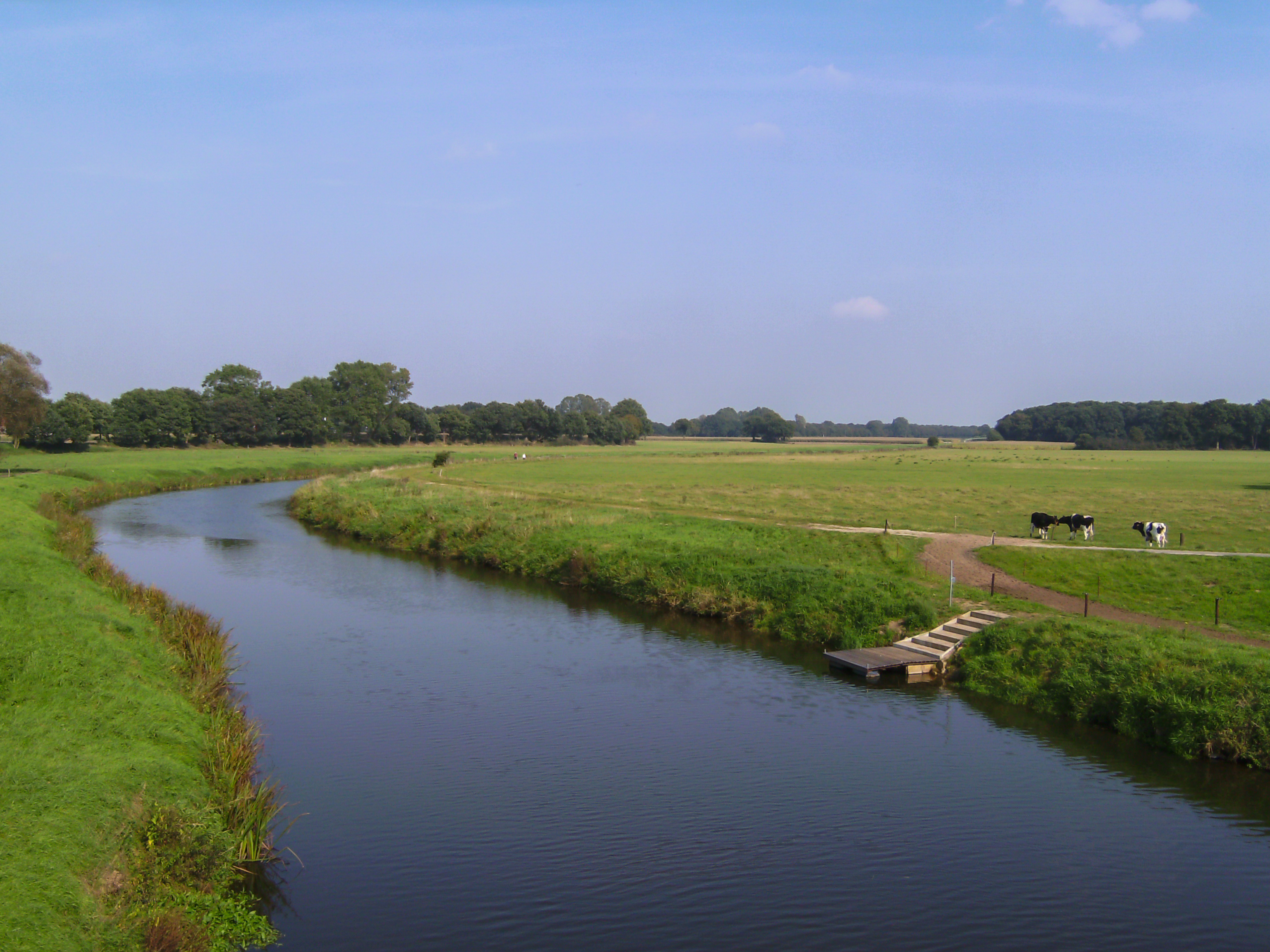
Фехте поблизу Емліхгайма
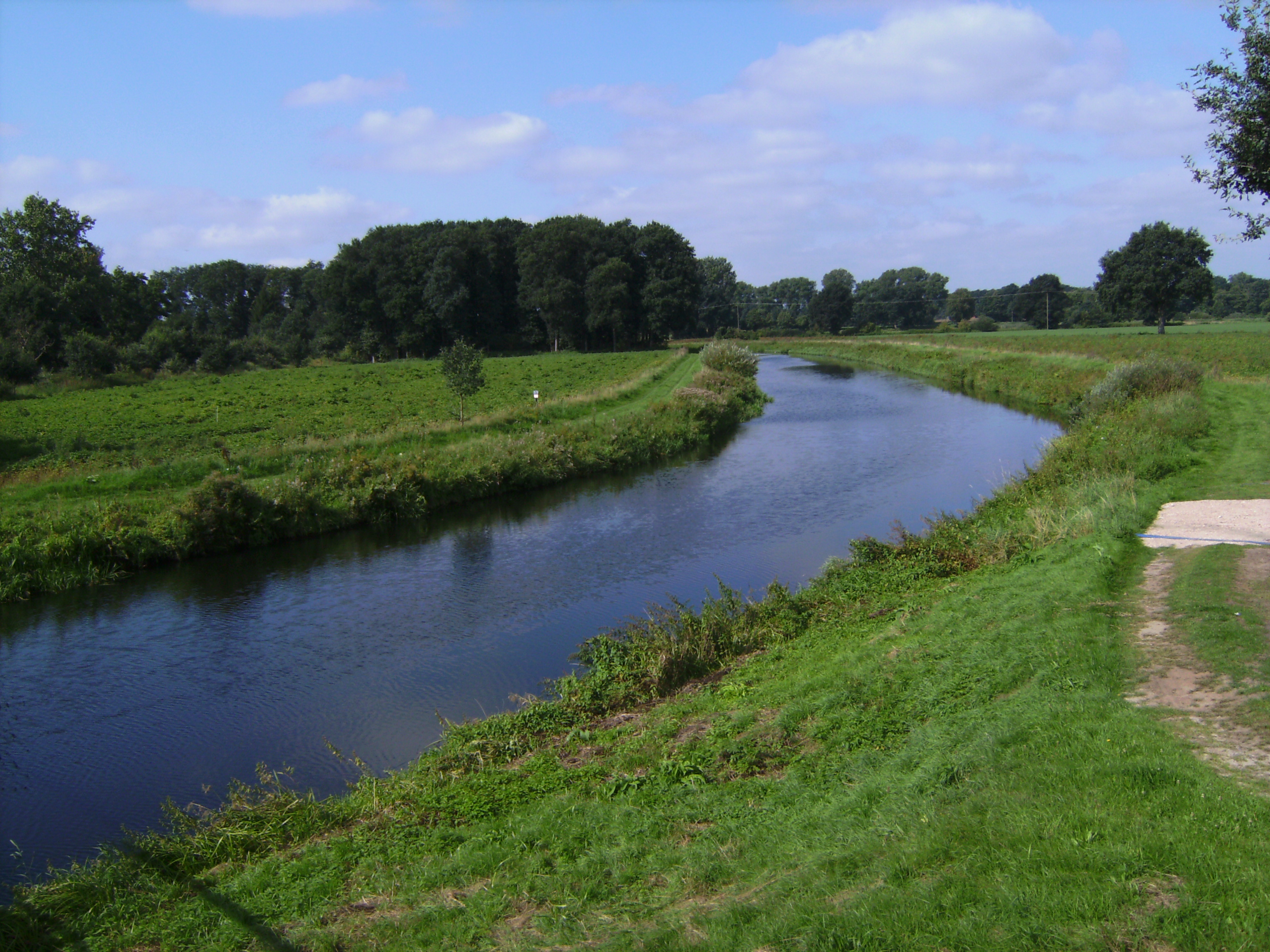
Фехте біля Ноєнгауз
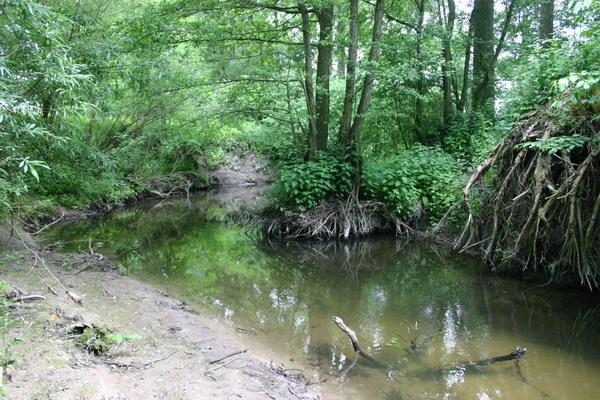
Верхів'я річки
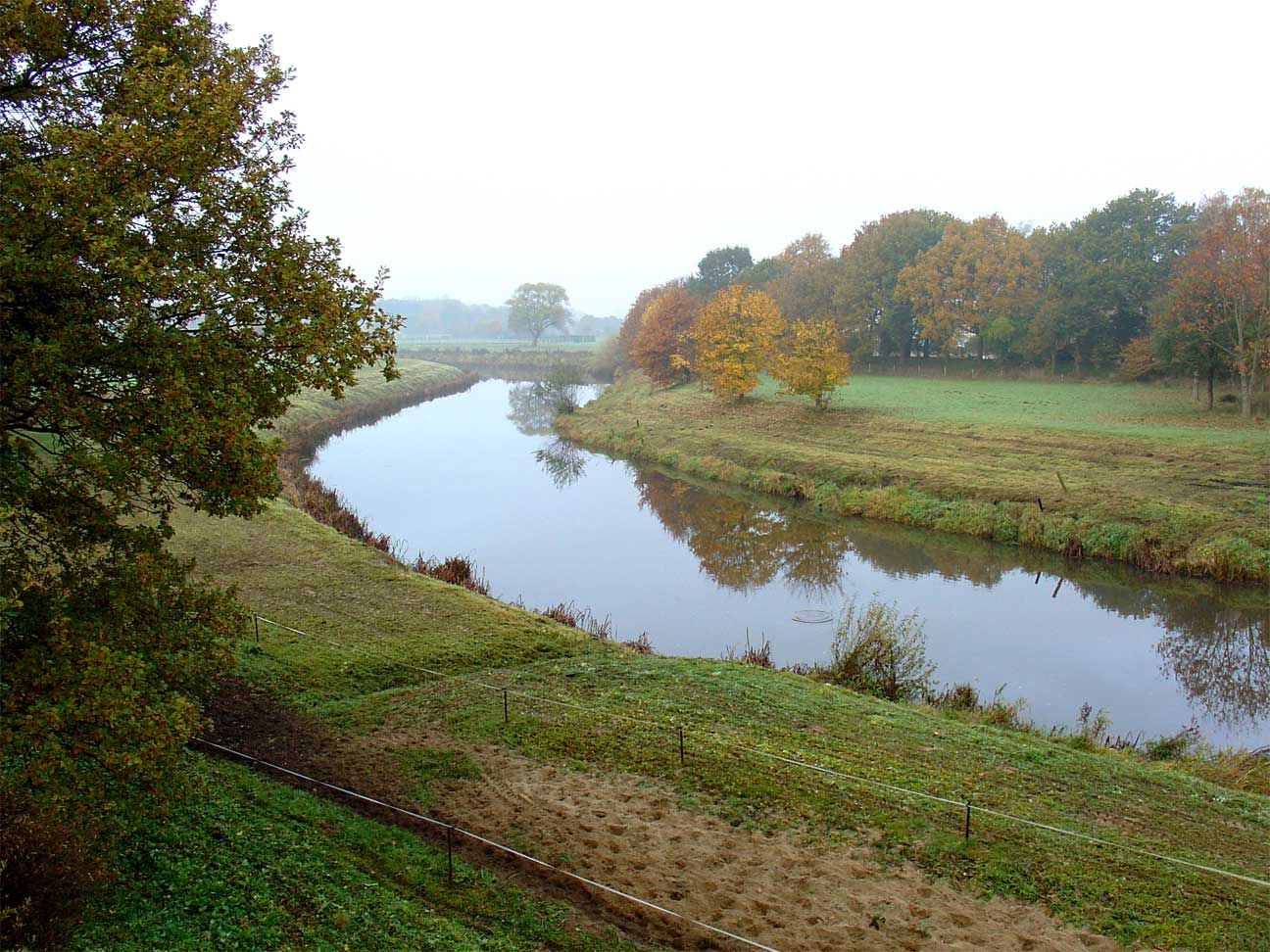
Фехте поблизу Емліхгайма
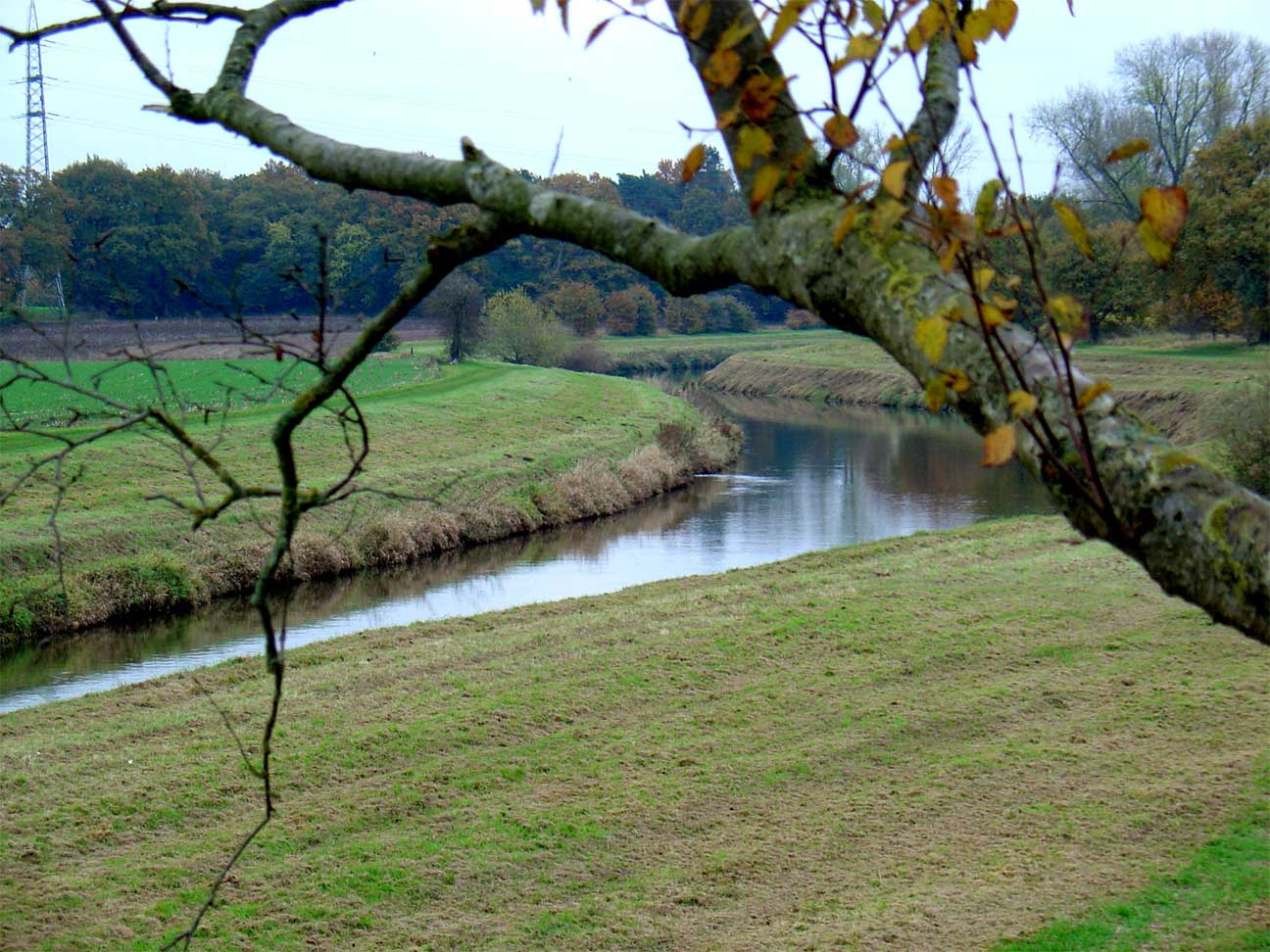
Фехт біля Гугстеде
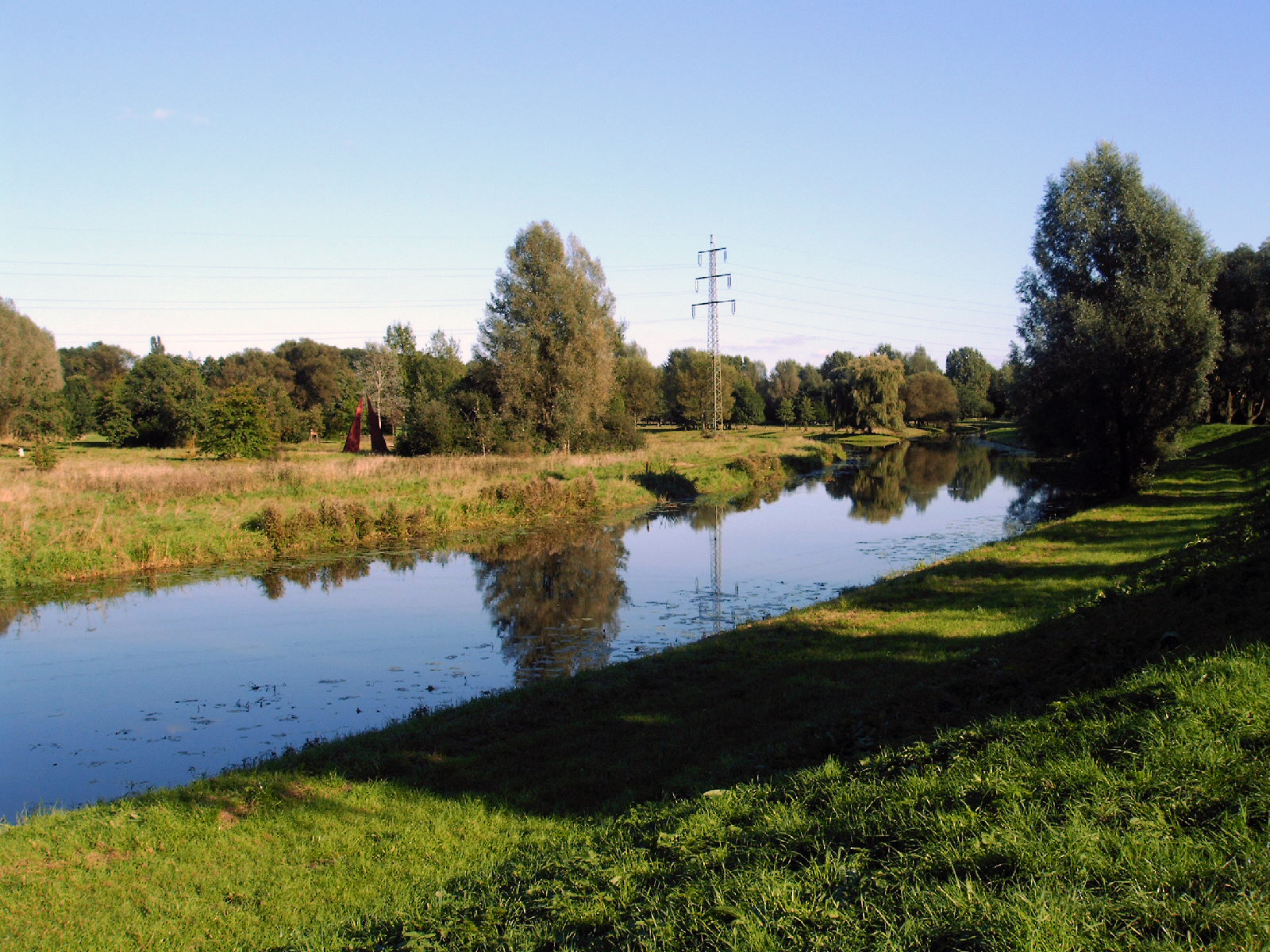
Рукав Фехте поблизу Шютторфа
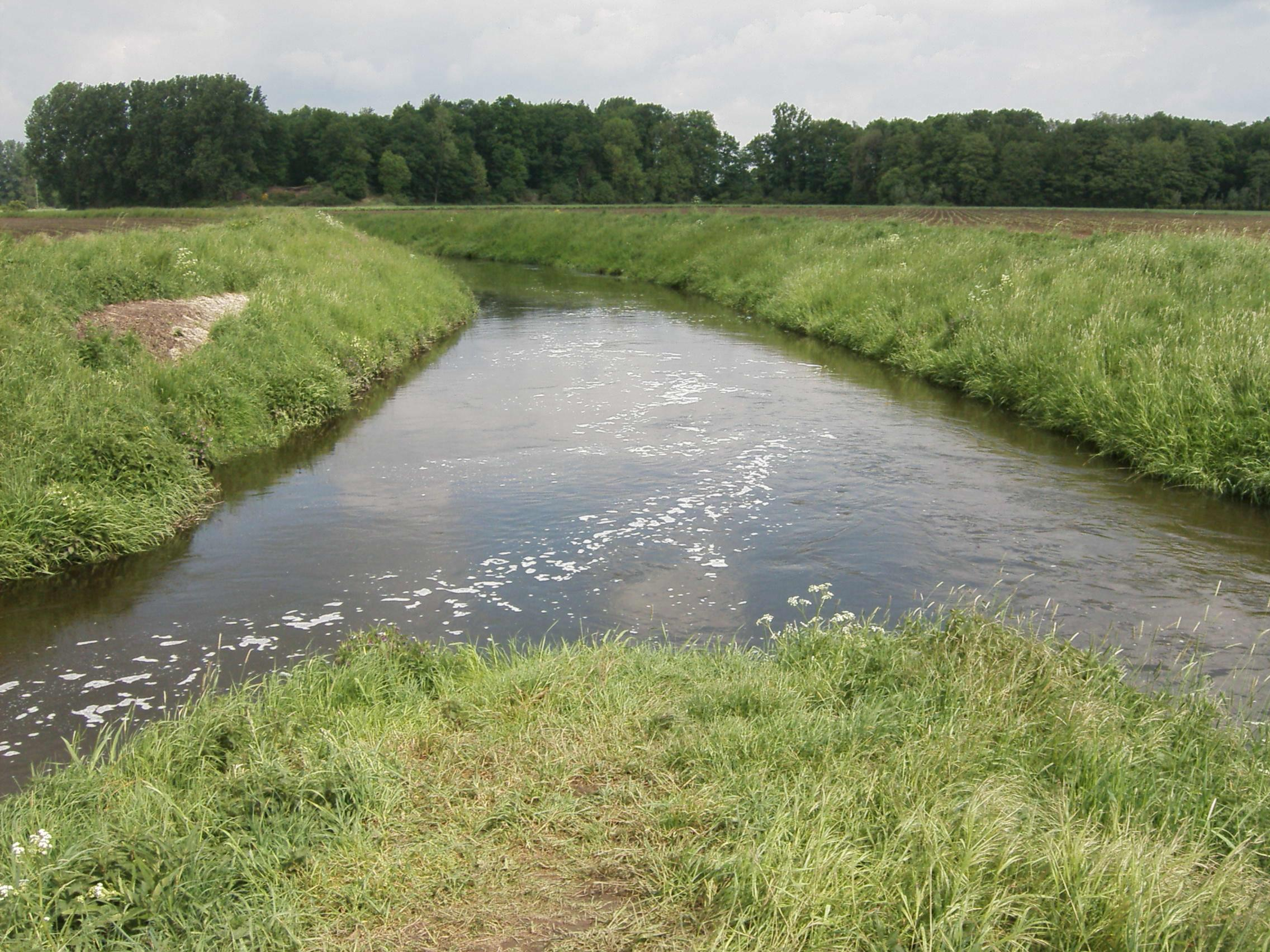
Злиття річок Штайнфуртер Аа (праворуч) і Фехте (ліворуч) бвля фермерської громади Білк
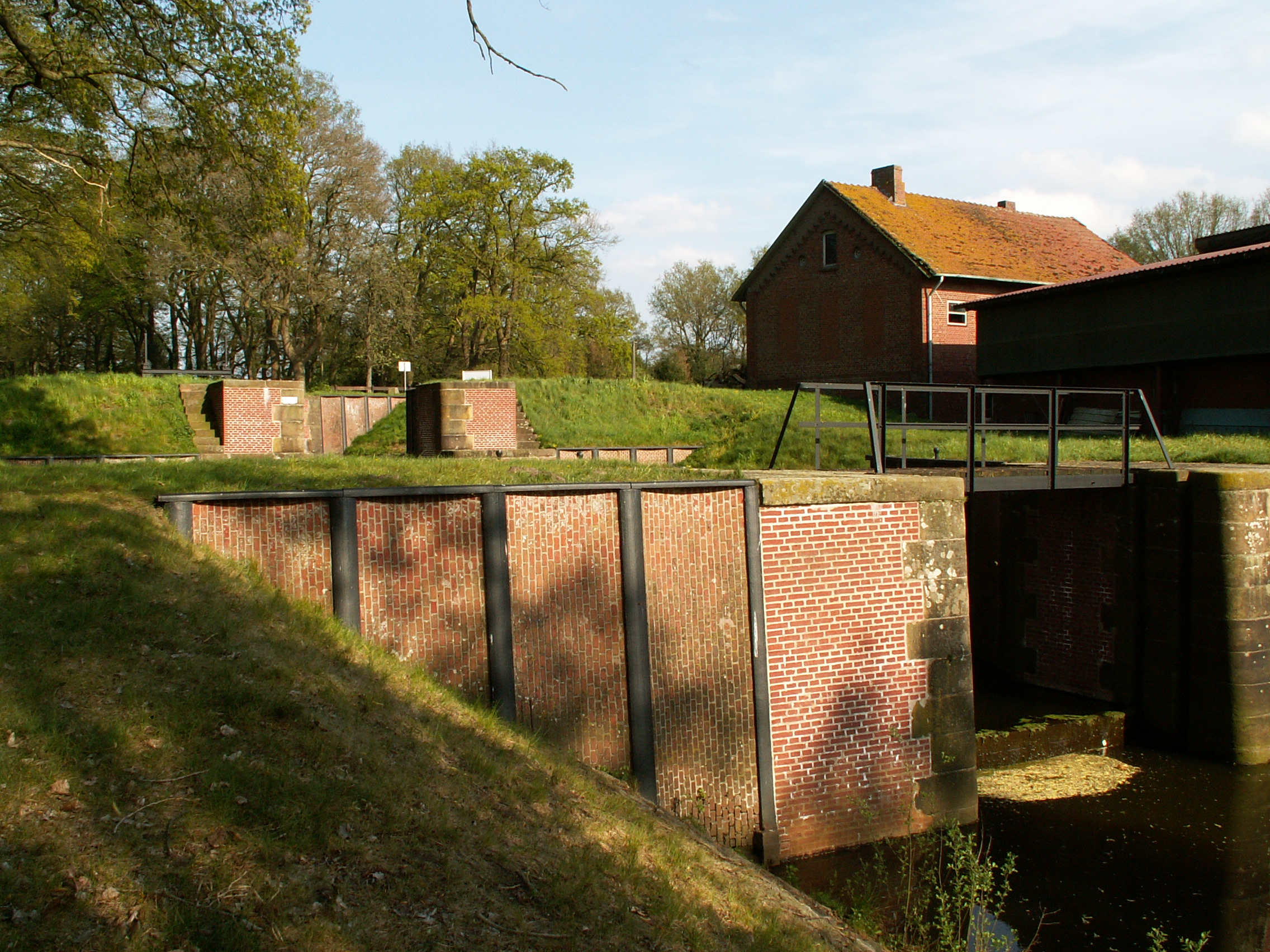
З’єднувальний шлюз каналу Емс-Фехта в Нордгорні
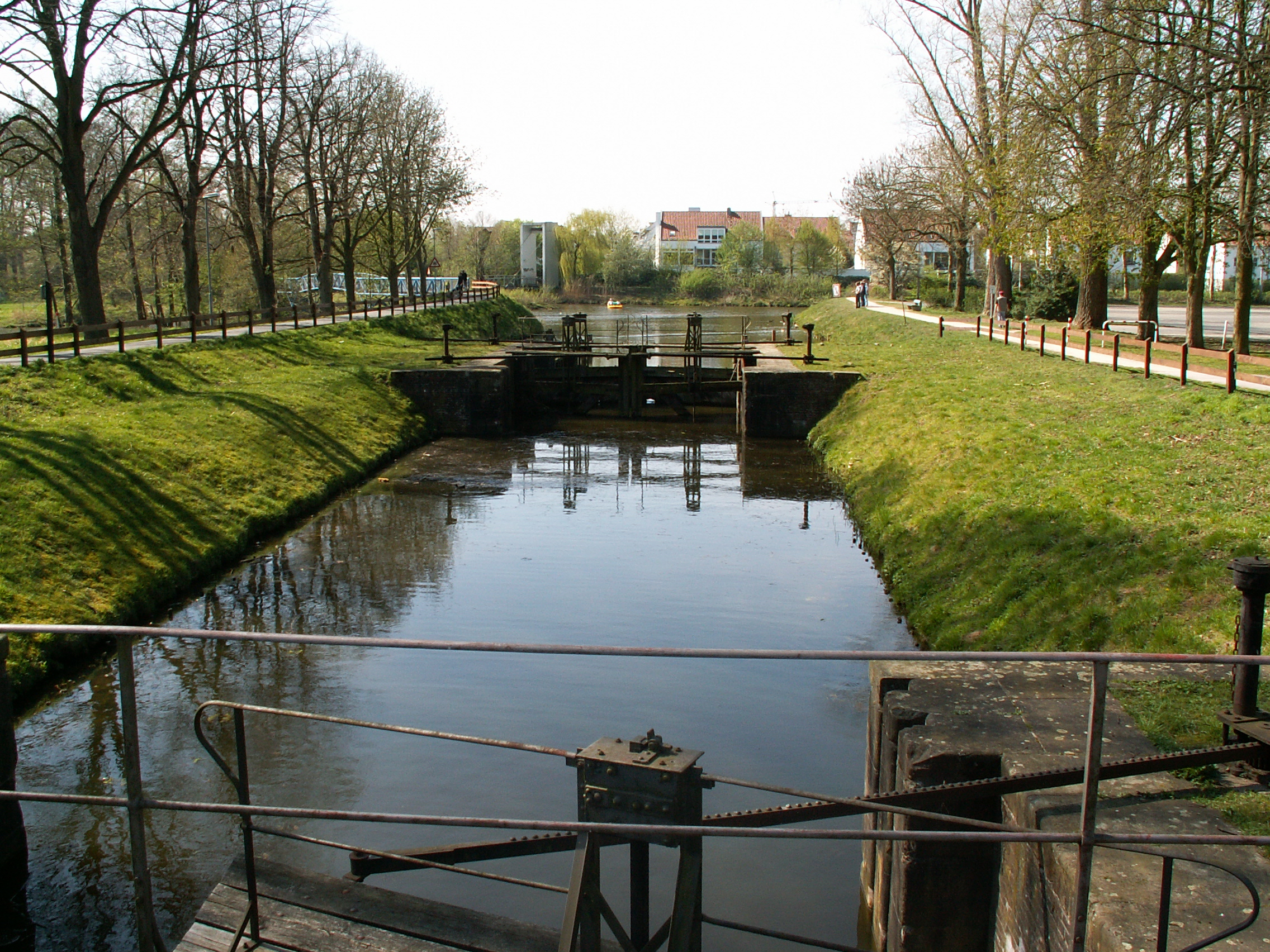
З’єднувальний шлюз каналу Нордгорн-Алмело